# Земля і воля
«Земля і воля» — в 1862—1864 — таємне революційне товариство інтелігенції, невдоволеної половинчастістю маніфесту і положенням імператора Олександра II від 3 березня (19 лютого) 1861 про звільнення селян від кріпацтва. В 1876—1879 — таємна організація народників

## 1862–1864
«Земля і воля» 1862—1864 — таємне революційне товариство інтелігенції, яка була невдоволена половинчастістю маніфесту і положенням імператора Олександра II від 3 березня (19 лютого) 1861 про звільнення селян від кріпацтва (див. Селянська реформа 1861). В основу програми товариства були покладені ідеї, висловлені російським революційним демократом, соратником О.Герцена М.Огарьовим у статті-прокламації під символічною назвою-запитанням "Що потрібно народу " Відповідь на це запитання – "земля і воля" – визначила суть програми революційно-демократичного руху 1860–70-х рр. і дала назву товариству (1862). Провідну роль у діяльності товариства відігравали брати М. і О. Серно-Соловйовичі, О.Слєпцов, С.Римаренко, В.Курочкін, М.Утін та ін. В Україні революційну пропаганду здійснювали І.Андрущенко, А.Нечипоренко, В.Козлов. У російській історіографії ідейним керівником "З. і в." вважається М.Чернишевський. У зв'язку з травневими 1862 пожежами в Санкт-Петербурзі і написанням студентом П.Заїчневським прокламації "Молодая Россия", в якій прозвучали заклики до тероризму, царська влада почала наступ на революціонерів. Було призупинено випуск журналів "Современник" та "Русское слово", заарештовано М.Чернишевського. В листопаді 1862 у С.-Петербурзі було створено керівний орган "З. і в." – Російський центральний народний комітет. Цього ж місяця до складу "З. і в." увійшла військово-революційна організація у Варшаві, яку створили український демократ А.Потебня та борець за незалежність Польщі Я.Домбровський. Відтоді своєю головною метою товариство ставило підготовку і проведення масового селянського повстання (планувалося на 1863) та повалення самодержавства, запровадження республіканського правління, виборного самоуправління, скликання Земського собору (Установчих зборів) тощо. Задля реалізації своєї програми товариство підтримувало зв'язки з редакцією "Колокола", а О.Герцен став головним закордонним представником "З. і в.". Землевольці налагодили в 4-х підпільних друкарнях випуск листівок і відозв, які, по суті, так і не дійшли до тих, кому призначалися. 1863 масового селянського виступу не відбулося, а розпочалося польське повстання (див. Польське повстання 1863–1864). Наприкінці 1863 більшість гуртків землевольців припинили свою діяльність. У березні 1864 Російський центральний народний комітет розіслав на місця директиву про саморозпуск товариства "Земля і воля".

## 1876—1879
«Земля і воля» (рос. Земля и воля, 1876—1879) — таємна організація народників. Виникла восени 1876 у Санкт-Петербурзі під назвою «Північна революційно-народницька група» або «Північне товариство народників». Назва «З. і в.» закріпилася за нею 1878 після виходу у світ однойменної підпільної газети. До організації входило кілька десятків народників, зокрема М.Натансон, О.Натансон-Шлейснер, О.Михайлов, Г.Плеханов, О.Квятковський, Д.Лизогуб, В.Осинський, С.Кравчинський, А.Желябов, С.Перовська, М.Фроленко, В.Фігнер та ін. Землевольці не тільки підтримували зв'язки з народниками, які діяли в Україні, але й активно працювали в Києві, Одесі, Харкові та ін. містах.
Узимку 1876–77 було розроблено програму «З. і в.», яка 1878 зазнала деяких змін та доповнень. Вважаючи сільську общину осередком соціалізму (див. Соціалізм), а селянина — природженим революціонером, члени організації ставили за мету шляхом масового селянського повстання повалити самодержавство, спрямувати державу на шлях некапіталістичного соціально-економічного розвитку, передати землю селянству. Розв'язання національного питання вбачалося «у поділі Російської імперії на частини відповідно до місцевих бажань». Для реалізації цих планів «З. і в.» розгорнула активну агітаційну роботу серед селян, інтелігенції та робітників. Одночасно планувалося проведення повстань, демонстрацій, страйків.
Одначе народникам не вдалося підняти селянське повстання в Чигиринському повіті Київської губернії: Чигиринську змову 1877 було розкрито царськими властями. Також агітаційно-пропагандистський рух народників — «ходіння в народ» — зазнав невдачі, оскільки селяни вороже ставилися до революційно налаштованої інтелігенції та не розуміли її ідей. Невдовзі частина землевольців стала на шлях індивідуального тероризму, початок якому поклав замах 5 лютого (24 січня) 1878 В.Засулич на петербурзького губернатора Ф.Трепова. 16(04) серпня 1878 С.Кравчинський убив шефа жандармів М.Мезенцова, 21(09) лютого 1879 Г.Гольденберг — харківського генерал-губернатора князя Д.Кропоткіна. Кілька терактів, у тому числі проти імператора Олександра II, були невдалими.
«Земля і воля» розкололася на прихильників політичної боротьби проти існуючого ладу та на прихильників тероризму (група «Свобода або смерть»). На Липецькому (27–29(15–17) червня) і Воронезькому (30 червня–3 липня (18–21 червня) 1879) з'їздах «З. і в.» остаточно розпалася на самостійні організації — «Народну волю» та «Чорний переділ». В Україні аж до вбивства народовольцями імператора Олександра II (13(01) березня 1881) продовжували існувати організації, які називали себе таємним братством «Земля і воля».